# Edmond Bernaerts
Edmundus Josephus (Edmond) Bernaerts (Antwerpen, 6 augustus 1879 - Ekeren, 15 maart 1944) was een Belgisch handelaar en politicus voor het Katholiek Verbond van België.

## Levensloop
Bernaerts was handelaar van beroep. Hij was voorzitter van de Antwerpse Volksbond, lid van het dagelijks bestuur van de 'Verenigde Katholieken van Antwerpen' en lid van de algemene vergadering van de Katholieke Unie van België, als afgevaardigde van het arrondissementsverbond Antwerpen.
In 1934 werd hij gemeenteraadslid in Antwerpen.
In september 1935 werd hij Provinciaal senator voor de katholieke partij. Zijn mandaat was van eerder korte duur, aangezien het al in 1936 ten einde liep.